# Quan hệ giữa nội dung và hình thức
Nội dung và hình thức là một cặp phạm trù trong phép biện chứng duy vật của chủ nghĩa Mác-Lenin và là một trong những nội dung của nguyên lý về mối liên hệ phổ biến dùng để chỉ mối quan hệ biện chứng giữa Nội dung tức phạm trù chỉ tổng hợp tất cả những mặt, những yếu tố, những quá trình tạo nên sự vật và Hình thức là phạm trù chỉ phương thức tồn tại và phát triển của sự vật, là hệ thống các mối liên hệ tương đối bền vững giữa các yếu tố của sự vật đó.
Theo chủ nghĩa Marx-Lenin thì bất cứ sự vật nào cũng có hình thức bề ngoài của nó nhưng phép biện chứng duy vật chú ý chủ yếu đến hình thức bên trong của sự vật, nghĩa là cơ cấu bên trong của nội dung. Trong cặp phạm trù này, phép biện chứng duy vật chủ yếu muốn nói đến hình thức bên trong gắn liền với nội dung, là cơ cấu của nội dung chứ không chỉ nói đến hình thức bề ngoài của sự vật. Nội dung về cặp phạm trù này đã được đưa vào chương trình giảng dạy của một số khối trường Đại học ở Việt Nam theo Quyết định của Bộ Giáo dục và Đào tạo.

## Mối quan hệ biện chứng trong triết học Marxist-Leninist

### Sự thống nhất
Nội dung và hình thức thống nhất với nhau vì nội dung là những mặt, những yếu tố, những quá trình tạo nên sự vật, còn hình thức là hệ thống các mối liên hệ tương đối bền vững giữa các yếu tố của nội dung. Nội dung và hình thức luôn gắn bó chặt chẽ với nhau trong một thể thống nhất. Không có hình thức nào tồn tại thuần túy không chứa đựng nội dung, ngược lại cũng không có nội dung nào lại không tồn tại trong một hình thức xác định. Nội dung nào có hình thức đó.
Nội dung và hình thức không tồn tại tách rời nhau, nhưng không hẳn lúc nào nội dung và hình thức cũng phù hợp với nhau. Không phải một nội dung bao giờ cũng chỉ được thể hiện ra trong một hình thức nhất định, và một hình thức luôn chỉ chứa một nội dung nhất định, mà một nội dung trong quá trình phát triển có thể có nhiều hình thức thể hiện, ngược lại, một hình thức có thể thể hiện nhiều nội dung khác nhau, một hình thức có thể chứa đựng nhiều nội dung khác nhau.

### Nội dung quyết định hình thức
Nội dung giữ vai trò quyết định đối với hình thức trong quá trình vận động phát triển của sự vật vì khuynh hướng chủ đạo của nội dung là biến đổi, còn khuynh hướng chủ đạo của hình thức là tương đối bền vững, chậm biến đổi hơn so với nội dung.
Dưới sự tác động lẫn nhau của những mặt trong sự vật, hoặc giữa các sự vật với nhau trước hết làm cho các yếu tố của nội dung biến đổi trước, còn những mối liên kết giữa các yếu tố của nội dung, tức hình thức thì chưa biến đổi ngay, vì vậy hình thức sẽ trở nên lạc hậu hơn so với nội dung và sẽ trở thành nhân tố kìm hãm nội dung phát triển. Do xu hướng chung của sự phát triển của sự vật, hình thức không thể kìm hãm mãi sự phát triển của nội dung mà sẽ phải thay đổi cho phù hợp với nội dung mới.
Điều này, theo Ph.Ăng-ghen nó còn áp dụng cho chính học thuyết của Chủ nghĩa Mác-Lenin. Theo ông thì: Mỗi lần có một phát minh vạch thời đại, ngay cả trong lĩnh vực khoa học tự nhiên thì chủ nghĩa duy vật không tránh khỏi phải tự thay đổi hình thức của nó.

### Sự tác động của hình thức
Hình thức do nội dung quyết định nhưng hình thức có tính độc lập tương đối và tác động ngược trở lại nội dung. Sự tác động của hình thức đến nội dung thể hiện ở chỗ: 
- Nếu phù hợp với nội dung thì hình thức sẽ tạo điều kiện thuận lợi thúc đẩy nội dung phát triển
- Nếu không phù hợp với nội dung thì hình thức sẽ ngăn cản, kìm hãm sự phát triển của nội dung.

## Phương pháp luận
- Trong nhận thức không được tách rời tuyệt đối hóa giữa nội dung và hình thức Vì nội dung và hình thức luôn gắn bó với nhau trong quá trình vận động, phát triển của sự vật, cần chống chủ nghĩa hình thức[2].
- Trong hoạt động thực tiễn cần phải chủ động sử dụng nhiều hình thức khác nhau, đáp ứng với yêu cầu thực tiễn trong những giai đoạn khác nhau vì cùng một nội dung trong quá trình phát triển của sự vật có thể có nhiều hình thức, ngược lại, một hình thức có thể chứa đựng nhiều nội dung.
- Để nhận thức và cải tạo được sự vật, trước hết phải căn cứ vào nội dung vì nội dung quyết định hình thức. Nhưng hình thức có tính độc lập tương đối và tác động trở lại nội dung, do vậy trong hoạt động thực tiễn cũng phải thường xuyên đối chiếu giữa nội dung và hình thức và làm cho hình thức phù hợp với nội dung để thúc đẩy nội dung phát triển.